# Rhinogobius chiengmaiensis
Rhinogobius chiengmaiensis és una espècie de peix de la família dels gòbids i de l'ordre dels perciformes.

## Morfologia
- Els mascles poden assolir 5 cm de longitud total.[1][2]

## Alimentació
Menja larves d'insectes, peixets i gambes.

## Hàbitat
És un peix d'aigua dolça, de clima tropical i demersal.

## Distribució geogràfica
Es troba a Àsia: Tailàndia.

## Observacions
És inofensiu per als humans.